# Janagiszava Acusi
Janagiszava Acusi (Imizu, 1977. május 27. –) japán válogatott labdarúgó.
A japán válogatott tagjaként részt vett a 2002-es és a 2006-os világbajnokságon.

## Statisztika
| Japán válogatott | Japán válogatott | Japán válogatott |
| Időszak          | Mérk.            | gól              |
| ---------------- | ---------------- | ---------------- |
| 1998             | 2                | 0                |
| 1999             | 4                | 0                |
| 2000             | 10               | 4                |
| 2001             | 6                | 5                |
| 2002             | 9                | 0                |
| 2003             | 5                | 2                |
| 2004             | 8                | 2                |
| 2005             | 10               | 4                |
| 2006             | 4                | 0                |
| Összesen         | 58               | 17               |